# 하키미 르보빅역
하키미 르보빅역 (Hakimi Lebovic stop)은 토론토 지하철에 새로 지어지고 있는 경전철 노선인 5호선 에글린턴선의 정차역이다. 토론토 골든마일 지역의 에글린턴, 르보빅, 하키미 애비뉴 사거리에 있는 이 역은 추후 개통을 앞두고 있다.
이 정류장은 에글린턴 중심부를 따라 르보빅과 하키미 애비뉴 교차로에 지어진다. 승강장은 신호등을 지난 지점에 설치되며 이에 따라 서쪽 방면 승강장은 교차로 서쪽에, 동쪽 방면 승강장은 교차로 동쪽에 설치된다.
설계 단계에서 이 역 이름은 르보빅 애비뉴의 이름을 따서 르보빅역이라고 지을 예정이였으나 2015년 11월 23일에 토론토 교통국 이사회가 역 이름을 북쪽에 있는 하키미 애비뉴를 따서 하키미역으로 바꿀 것을 요청하였다. 교통국과 지역 정치인들은 하키미가 센테니얼 대학과 애쉬턴비 수원지 공원으로 이어지는 주요 도로이므로 하키미가 더 적절하다고 판단하였다. 이에 따라 역명에 대한 토론 끝에 2016년 1월 15일에 메트로링스 이사회는 하키미 르보빅을 역명으로 확정하였다.

## 버스 연결편
2022년 2월 기준, 5호선 에글린턴이 개통하는 대로 이 역에는 마운트데니스역과 케네디역 간을 운행하는 34번 에글린턴 버스가 정차할 예정이다.

## 인접한 역
| 5호선 에글린턴           | 5호선 에글린턴             | 5호선 에글린턴       |
| ------------------------ | -------------------------- | -------------------- |
| 파머시 마운트데니스 방면 | 5호선 에글린턴 (개통 예정) | 골든마일 케네디 방면 |